# Novoromànovskaia
Novoromànovskaia - Новоромановская (rus) - és una stanitsa del krai de Krasnodar, a Rússia. Es troba a la vora del Ternovka, afluent per l'esquerra del Ieia. És a 19 km al nord-est de Tikhoretsk i a 143 km al nord-est de Krasnodar.
Pertany a l'stanitsa de Ternóvskaia.